# Messerschmitt M27
De Messerschmitt M27 was een licht sportvliegtuig dat door de Duitse vliegtuigontwerper Messerschmitt werd ontwikkeld en gebouwd.

## Ontwikkeling
De M27 was de opvolger van de succesvolle M23. Het was in feite een verbeterde uitvoering van de M23b. Men had het toestel voorzien van een groter laadvermogen en een aangepaste staartsectie met rondere roeren. Het landingsgestel werd aangepast en voorzien van stroomlijnkappen.
Het toestel deed in 1923 mee aan de "Deutschland" competitie en won deze ook. In het volgende jaar werd het toestel tweede in de Zugspitz race in de bergen.
Ondanks deze successen werd het toestel niet in grote aantallen gebouwd.

## Uitvoeringen
Van het toestel werden in feite twee uitvoeringen ontwikkeld: De M27a met een Siemens 12h stermotor van 110 pk en de M27b met een Argus As 8 motor van 120 pk.
Vooroorlogse ontwerpen:
S 7 ·
S 8 ·
S 9 ·
S 10 ·
S 13 ·
S 14 ·
S 15 ·
S 16 ·
M 17 ·
M 18 ·
M 19 ·
M 20 ·
M 21 ·
M 22 ·
M 23 ·
M 24 ·
M 25 ·
M 26 ·
M 27 ·
M 28 ·
M 29 ·
M 30 ·
M 31 ·
M 33 ·
M 35 ·
M 36 · 
M 37
Ontwerpen 1933-1945:
Bf 108 · 
Bf 109 ·
Bf 109TL ·
Bf 109Z ·
Bf 110 ·
Bf 161 ·
Bf 162 ·
Me 163 · 
Me 209 ·
Me 210 ·
Me 261 ·
Me 262 · 
Me 263 ·
Me 264 · 
Me 265 · 
Me 290 · 
Me 309 ·
Me 309Z ·
Me 321 · 
Me 323 · 
Me 328 · 
Me 334 ·
Me 410 · 
Me 509 · 
Projecten tot 1945:
P.1051 ·
P.1062 ·
P.1065 ·
P.1070 ·
P.1073 ·
P.1092 ·
P.1095 ·
P.1099 ·
P.1100 ·
P.1101 ·
P.1102 ·
P.1103 ·
P.1104 ·
P.1106 ·
P.1107 ·
P.1108 ·
P.1109 ·
P.1110 ·
P.1111 ·
P.1112
Libelle ·
Schwalbe ·
Wespe ·
P.08.01 ·
Zerstörer Project II
Overig:
C-44